# Másodfokú egyenletek megoldása lánctörtekkel

Egy másodfokú függvény grafikonja:
y = x^{2} - x - 2 = (x+1)(x-2)
Azok a pontok, ahol a grafikon az x-tengelyt metszi, az x = -1 és x = 2, az x^{2} - x - 2 = 0 másodfokú egyenlet megoldásai

A matematikában a másodfokú egyenlet egy olyan egyenlet, amely ekvivalens algebrai átalakításokkal olyan egyenlet alakjára hozható, melynek egyik oldalán másodfokú polinom szerepel – tehát a változó (x) legmagasabb hatványa a négyzet – a másik oldalán nulla (redukált alak). A másodfokú egyenlet általános redukált alakja tehát:
{\displaystyle ax^{2}+bx+c=0{\mbox{ , ahol }}a\neq 0.\,}
A másodfokú egyenletek megoldásának kézenfekvő módszere a megoldóképlet alkalmazása, mert ez mindig (ráadásul abszolút pontossággal, algebrai gyökkifejezésként) megadja az összes (akár valós, akár komplex) megoldást.
Van egy másik mód, hogy megoldjuk az általános másodfokú egyenletet, nevezetesen, hogy átalakítjuk olyan formába, melyből leolvasható a megoldás(oka)t közelítő lánctört. A megoldási eljárás kulcsa az, hogy az egyenletet nem nullára redukáljuk (mint a megoldóképlet alkalmazásakor), hanem „x-re redukáljuk”, azaz elérjük, hogy az egyik oldalán csak az x (első hatványon) szerepeljen, mégpedig úgy, hogy a másik oldalon egy olyan tört jöjjön létre, melynek a nevezőjében és csakis ott, szintén előfordul az x. Ez gyakran többféleképp is megoldható, de célszerű pl. a következő átalakítás:
{\displaystyle x={\frac {-{\frac {c}{a}}}{x+{\frac {b}{a}}}}}
Ez formálisan mindig lehetséges.

## Egy egyszerű példa
Itt van egy egyszerű példa, hogy bemutassuk a másodfokú egyenlet lánctörtekkel való megoldását. Kezdjünk ezzel az egyenlettel:
{\displaystyle x^{2}=2\,}
és kezeljük ezt közvetlenül. Kivonunk 1-et mindkét oldalból, hogy ezt kapjuk
{\displaystyle x^{2}-1=1.\,}
Ezt könnyen átírhatjuk erre
{\displaystyle (x+1)(x-1)=1\,}
ebből fennáll
{\displaystyle (x-1)={\frac {1}{1+x}}\,}
és végül
{\displaystyle x=1+{\frac {1}{1+x}}.\,}
Most jön a kulcsfontosságú lépés. Helyettesítsük ezt a kifejezést x helyére, önmagába ismétlődően, így
{\displaystyle x=1+{\cfrac {1}{1+\left(1+{\cfrac {1}{1+x}}\right)}}=1+{\cfrac {1}{2+{\cfrac {1}{1+x}}}}.\,}
De ezt megtehetjük még egyszer, és újra, ugyanezt a rekurzív helyettesítést tudjuk csinálni a végtelenségig, miközben toljuk x-et és ezzel kaptunk egy végtelen lánctörtet.
{\displaystyle x=1+{\cfrac {1}{2+{\cfrac {1}{2+{\cfrac {1}{2+{\cfrac {1}{2+{\cfrac {1}{\ddots }}}}}}}}}}={\sqrt {2}}.\,}
Alkalmazva az alapvető ismétlődésképletet könnyen kiszámíthatjuk ennek a lánctörtnek az egymásutáni konvergensségét: 1, 3/2, 7/5, 17/12, 41/29, 99/70, 239/169, … ahol mindegyik egymásutáni konvergens alak úgy adódik, hogy az új nevező az előző számláló és az előző nevező összege lesz, az új számláló pedig az előző nevező és az új nevező összege.

## Az algebrai magyarázat
További betekintést ezzel az egyszerű példával tudunk nyerni, azáltal, hogy megfontoljuk az egymásutáni kitevőket
{\displaystyle {\begin{aligned}\omega ^{2}&=3-2{\sqrt {2}},&\omega ^{3}&=5{\sqrt {2}}-7,&\omega ^{4}&=17-12{\sqrt {2}},\\\omega ^{5}&=29{\sqrt {2}}-41,&\omega ^{6}&=99-70{\sqrt {2}},&\omega ^{7}&=169{\sqrt {2}}-239,\,\end{aligned}}}
és így tovább. Figyeljük meg, ahogyan a törtek adódnak. Egymásután közelednek √2-höz, mint egy mértani sor.
HA 0 < ω < 1, {ω‒n} sorozat világosan a pozitív valós számok jól ismert tulajdonságai által nulla irányába hajlik. Ezt a tényt arra használhatjuk, hogy bizonyítsuk, hogy szigorúan konvergens, amit a fent megvitatott egyszerű példában is láttunk, valójában √2-höz konvergál.
Szintén meg tudjuk találni ezeket a számlálókat és nevezőket, ahogy ugrálnak az egymásutáni kitevőik
{\displaystyle \omega ^{-1}={\sqrt {2}}+1.\,}
Érdekes módon, a {ω‒n} sor egymásutáni kitevői nem közelítik meg a nullát; helyette határ nélkül nőnek. De még mindig hasznát tudjuk venni a konvergenciának ebben a példában.
Észre lehet venni szintén, hogy formailag az a + b√2, hol a és b egész számok, az absztrakt algebrában gyűrűt alkotnak. Ahol ω egy egységelem és algebrai számtest.

## Az általános másodfokú egyenlet
A lánctörtek leginkább arra alkalmazhatók, hogy megoldják az általános másodfokú egyenletet, ami kifejezhető egy fő polinom alakban
{\displaystyle x^{2}+bx+c=0\,}
A fő egyenletből, kisebb módosítással, ez kapható:
{\displaystyle {\begin{aligned}x^{2}+bx&=-c\\x+b&={\frac {-c}{x}}\\x&=-b-{\frac {c}{x}}\,\end{aligned}}}
De most ismét tudjuk alkalmazni az utolsó egyenletet, melyet újra és újra behelyettesítünk
{\displaystyle x=-b-{\cfrac {c}{-b-{\cfrac {c}{-b-{\cfrac {c}{-b-{\cfrac {c}{\ddots \,}}}}}}}}}
Ha ez a végtelen lánctört egyáltalán konvergál és ennek konvergálnia kell a fő polinom, x2 + bx + c = 0, gyökei közül az egyikhez. Sajnos ez a különös lánctört nem konvergál egy véges számhoz minden esetben. Ezt könnyen be tudjuk látni a másodfokú egyenlet megoldóképletére és egy valós együtthatókkal rendelkező fő polinomra tekintettel. Ha egy ilyen polinom diszkriminánsa negatív, akkor a másodfokú egyenlet mindkét gyöke komplex. Különösen, ha b és c valós számok és b2 - 4c < 0, minden konvergens lánctört megoldás valós szám lesz, és esetleg nem konvergálnak az alak egy gyökéhez sem, u + iv, amely nem fekszik a valós tengelyre.

## Általános tétel
Először Euler alkalmazta ezt a módszert 1748-ban. Azt mutatta meg, hogy a valós együtthatókkal rendelkező általános másodfokú egyenlet lánctört megoldása
{\displaystyle x^{2}+bx+c=0\,}
megadható
{\displaystyle x=-b-{\cfrac {c}{-b-{\cfrac {c}{-b-{\cfrac {c}{-b-{\cfrac {c}{\ddots \,}}}}}}}}}
alakban. Konvergens vagy divergens miközben az együttható egyaránt függnek b-től és a diszkrimináns értékétől, b2 ‒ 4c.
Ha b=0 az általános lánctört megoldás teljesen divergens; a konvergencia 0 és {\displaystyle \infty } között ugrál. Ha b ≠ 0, megkülönböztetünk három esetet.
1. Ha a diszkrimináns negatív, a tört oszcillálva divergál, ami azt jelenti, hogy több helyre konvergál, rendszeres vagy kaotikus módon, miközben soha nem közelít meg egy véges határt.
2. Ha a diszkrimináns nulla, a tört konvergál az egyedüli gyökhöz.
3. Ha a diszkrimináns pozitív, az egyenletnek két valós gyöke van, és a lánctört konvergál a nagyobbikhoz (abszolút értékben).

Mikor a másodfokú egyenlet valós együtthatókkal van, x2 = c alakú, az általános megoldás, ami fent le van írva, az haszontalan, mert ha a felosztás nulla, akkor nem jól definiált. Amíg c pozitív, mindig lehetséges átalakítani az egyenletet azáltal, hogy kivonjuk a teljes négyzetet az oldalakból és az eljárásból is a sorozatok mentén. Szimbólumokban, ha
{\displaystyle x^{2}=c\qquad (c>0)\,}
éppen felvesz valami pozitív valós p számot
{\displaystyle p^{2}<c.\,}
Ezen a közvetlen példán megmutatjuk hogyan is működik
{\displaystyle {\begin{aligned}x^{2}-p^{2}&=c-p^{2}\\(x+p)(x-p)&=c-p^{2}\\x-p&={\frac {c-p^{2}}{p+x}}\\x&=p+{\frac {c-p^{2}}{p+x}}\\&=p+{\cfrac {c-p^{2}}{p+\left(p+{\cfrac {c-p^{2}}{p+x}}\right)}}&=p+{\cfrac {c-p^{2}}{2p+{\cfrac {c-p^{2}}{2p+{\cfrac {c-p^{2}}{\ddots \,}}}}}}\,\end{aligned}}}
és ennek az átalakított lánctörtnek konvergálnia kell, mert a részleges számlálók és részleges nevezők közül mindegyik pozitív valós szám.

## Komplex együtthatók
Az algebra alaptétele által, ha a fő polinomegyenletnek, x2 + bx + c = 0, komplex együtthatói vannak, akkor két (nem szükségképpen megkülönböztethető) komplex gyöke van. Sajnos a diszkrimináns, b2 - 4c, nem használható ebben az esetben, mert lehet, hogy komplex szám. Még mindig az általános tétel módosított verzióját bizonyíthatják.
A komplex együtthatókkal rendelkező általános másodfokú egyenlet lánctörtes megoldása
{\displaystyle x^{2}+bx+c=0\qquad (b\neq 0)\,}
megadható
{\displaystyle x=-b-{\cfrac {c}{-b-{\cfrac {c}{-b-{\cfrac {c}{-b-{\cfrac {c}{\ddots \,}}}}}}}}}
alakban. Konvergens vagy divergens, miközben a diszkrimináns értékétől függ, b2 ‒ 4c, és a két gyöke viszonylagos nagyságán.
Jelölje r1 és r2 a két gyököt, itt is megkülönböztetünk három esetet.
1. Ha a diszkrimináns nulla, a tört konvergál az egyedüli gyökhöz.
2. Ha a diszkrimináns nem nulla, és |r1| ≠ |r2|, a lánctört konvergál a maximális modulus gyökéhez (azaz a nagyobb abszolút értékkel rendelkező gyökhöz).
3. Ha a diszkrimináns nem nulla, és |r1| = |r2|, az lánctört oszcillálva divergál.

A komplex együtthatókkal rendelkező másodfokú egyenleteknek ez az általános megoldása általában nem a leghasznosabb ahhoz, hogy észszerű közelítéseket szerezünk a gyökökhöz, mert a kritériumok körkörösek (vagyis, a két gyök viszonylagos nagyságait tudni kell, mielőtt arra tudunk következtetni, hogy a tört konvergál-e a legtöbb esetben). De ez a megoldás hasznos alkalmazásokat ad a lánctörtekre nehezedő konvergencia probléma további elemzésében.